# صيحة: ملاحظات من امرأة صاخبة
صيحة: ملاحظات من امرأة صاخبة: كتاب كُتب بواسطة الكاتبة الأمريكية (ليندي ويست) 

## المكونات
1.   تاريخ النشر
2.   استقبال
3.   التكيف التليفزيوني
4.   مراجع

### *تاريخ النشر
نشرت (هاشت) المجموعة ذات 272 صحة في 17 مايو (2016) 

### *استقبال
تلقى (شريل)مراجعات إيجابية بشكل عام.
وفي كتاب (سليت)، وصفت (نورا كابلان- بريكر) كتابات الغرب بأنها «ذات أسنان حادة وسائلة لأنها تمزق في وصمة العار ووصمة الإجهاض، والنزعة الجنسية، والفضح للوزن الزائد.
علي الرغم من أن العديد من الأفكار المهارة في الكتاب تبدو أحيانًا متشابكة معًا بطريقة أقل من داهية، فإن القراءة دائمًا تسعدهم» 
في صحيفة (الجارديان)، كتبت (آناليزا كوين)، «(شريل) هي مزيج ما بين الفكاهة والرثاء بشكل فعال لدرجة ان تلك الصفات تضخم بعضها البعض بدلًا من إلغاء بعضها الآخر.
وبقي الغرب علي نحو ما مفتوحًا وضعيفًا في وجه الهجوم المستمر، وذلك سوء استغلال من شأنه أن يحول الكثير من الناس إلى قشرة هشة، بدلًا من أن يكون كاتبًا دافئًا، رحبًا ومضحكًا.

### *التكيف التليفزيوني
في كانون الأول ديسمبر (2016)، اختارت (إليزابيث بانكس) شركة (شريل) للتكيف مع التليفزيون، وفي نهاية المطاف تم تطويره في (هولو).
تصور كل من (ليند ويست) و (علي روشفيلد) و (عيدي براينت) الفكرة الأساسية للمسلسل، وابتداءً من أبريل (2018)، كتبوها معًا. ومتوقع ل (براينت) أن يتألق.
ومن بين المنتجين التنفذيين كان (بانكس) و (لورن مايكلز)، (أندر سينغر) و (ماكس هاندلمان). وتشمل شركات الإنتاج المشاركة في المسلسل (برودواي فيديو) و (برونستون للإنتاج) 
1. 1 2 3 4 5  Jump up^